# デヴィッド・パットナム
デヴィッド・パットナム（David Puttnam,  本名：David Terence Puttnam, Baron Puttnam, CBE,  1941年2月25日 - ）は、イギリスの映画プロデューサー。

## 人物
ロンドン・サウスゲイト出身。母方はユダヤ系、父親は写真家。
1960年代後半に映画プロデューサーとして活動を始め、『ミッドナイト・エクスプレス』や『キリング・フィールド』、『ミッション』といった社会派色の強いドラマ映画をプロデュース、その多くがアカデミー賞などの映画賞を受賞・ノミネートされるなど高い評価を受けている。
コカ・コーラ傘下のコロンビア映画の経営に当たった時期は、ヒット作は作らずに、ハリウッド式の映画の批判を繰り返し、コカ社のロベルト・ゴイズエタ会長（カンザス計画を参照）を苛立たせ、すぐに首になった。
1985年の第1回東京国際映画祭では審査委員長を務めた。1983年、大英帝国勲章CBEを授与された。1996年ベンジャミン・フランクリン・メダル受賞。

## 主なプロデュース作品
- 小さな恋のメロディ Melody (1971)
- ハメルンの笛吹き The Pied Piper (1972)
- ファイナル・プログラム/インプット完了メシア創造の瞬間 The Final Programme (1973) ※製作総指揮
- マーラー Mahler (1974) ※製作総指揮
- リストマニア Lisztomania (1975)
- ダウンタウン物語 Bugsy Malone (1976) ※製作総指揮
- デュエリスト/決闘者 The Duellists (1977)
- ミッドナイト・エクスプレス Midnight Express (1978)
- フォクシー・レディ Foxes (1980)
- 炎のランナー Chariots of Fire (1981)
- ローカル・ヒーロー/夢に生きた男 Local Hero (1983)
- キリング・フィールド The Killing Fields (1984)
- キャル Cal (1984)
- ダウニング街の陰謀 Defence Of The Realm (1985) ※製作総指揮
- ミッション The Mission (1986)
- かえるの王さま The Frog Prince (1986) ※製作総指揮
- メンフィス・ベル Memphis Belle (1990)
- ミーティング・ヴィーナス Meeting Venus (1991)
- バーニング・シーズン The Burning Season (1994) テレビ映画 ※製作総指揮
- 草原とボタン War of the Buttons (1994)

## その他
- 石田達郎は、1971年の映画『小さな恋のメロディ』の大ファンだったことから、同作のプロデューサーであるパットナムと親交を持っていた。1990年7月19日に石田が亡くなった際、パットナムは最後に「亡き石田達郎氏に捧ぐ」とクレジットした[4]。